# 에스마일린 카리다드
에스마일린 마누엘 카리다드(스페인어: Esmailin Manuel Caridad, 1983년 10월 28일 ~ )는 도미니카 공화국출신의 투수이다. KBO 등록명은 카리대다.

## 한국 프로야구 이전 경력
도미니카 공화국에 있는 히로시마 도요 카프의 카프 아카데미에서 야구를 시작해 2007년 히로시마 도요 카프에서 데뷔하였으나, 중간계투로 2경기 출장한 기록이 전부이며 큰 활약상을 보여주지는 못했다. 2008년 시카고 컵스와 마이너 계약을 맺고 싱글A와 더블A 리그를 거치며 선발투수로서 13승 7패 3.73의 준수한 성적을 기록하였다. 이런 활약상에 힘입어 2009년에는 트리플A 리그로 승격되었고, 동년 8월 10일 제프 스티븐스를 대신하여 메이저 리그에 데뷔하기도 하였다. 부상자명단에 등재되었던 카를로스 잠브라노가 복귀하면서 다시 마이너리그로 내려갔으나 9월 로스터 확장 때 다시 메이저 리그로 올라왔다. 2009년 메이저 리그 기록은 14경기 등판 1승 무패 평균자책점 1.40.
2010년 시카고 컵스의 개막전 엔트리에 포함되며 시즌에 대한 기대를 가졌으나, 동년 4월 14일 팔 부상으로 부상자 명단에 등재되었고 이후 시즌 내내 부상자명단에 오르내리며 8경기 무승 1패 평균자책점 11.25의 성적으로 부진한 모습을 보였다. 결국 시즌 후 40인 엔트리에서 제외되었고 이후 시카고 컵스의 트리플A 팀인 아이오와 컵스에서 활동하였고, 이 때를 기점으로 선발투수에서 중간계투로 전향하게 되었다. 그러나 이후 3년간 이렇다 할 성적을 내지 못하고 부진하여 2013년 7월 13일 아이오와 컵스에서도 방출되었다. 마이너리그 통산 기록은 154경기 25승 28패 436이닝 평균자책점 4.33으로 다소 부진하였다.

## 삼성 라이온즈 시절
삼성 라이온즈는 2013년 7월 24일자로 부진했던 아네우리 로드리게스를 웨이버 공시 요청을 하였고, 곧바로 대체 외국인 선수로 그를 영입하게 된다. 한국 무대에서는 2013년 8월 2일 잠실 LG 트윈스와의 경기에서 6회 선발 차우찬의 뒤를 이어 등판하며 공식 데뷔하였다. 첫 경기에서는 다소 무난한 모습을 보여주었지만, 이틀 뒤인 8월 4일에 선발 장원삼에 이어 구원등판하였으나 아웃카운트를 잡지 못하고 4타자를 상대로 2볼넷 2안타 3실점을 내고 강판당하며 불안한 모습을 보였다.
국내 첫 선발 등판은 8월 9일 한화 이글스와의 홈 경기에서였으나, 1.1이닝동안 5피안타 4볼넷 6실점이라는 심각성을 보여주었고 이후 팔 통증까지 호소하며 류중일 감독을 당황하게 하였다. 이후 다음날인 8월 10일 바로 퓨처스 리그로 내려가게 되었고, 시즌이 끝날 때까지 1군으로 올라오지 못하게 되었다. 정규시즌이 끝날 때까지 지속적으로 팔 통증을 호소하여 재활을 해 왔으며 2013년 한국시리즈 직전 연습게임에 등판하였으나 3이닝 4실점으로 또 다시 부진하며 한국시리즈 엔트리에서도 제외되게 되었다..
이후 류중일 감독은 아시아 시리즈에서 그를 기용하며 끝까지 기회를 주려 했지만 계속해서 팔꿈치 통증을 호소하며 불참 의사를 밝혀 속을 썩였고, 한국시리즈가 끝나기 무섭게 얼굴에 철판이라도 깐 듯 '우승 보너스'를 요구하였고 결국 아시아 시리즈 종료 후 그를 보류선수 명단에서 제외하며 퇴출시켰다.
2013년 시즌에 데뷔 이래 최악의 성적을 기록하였다.

## 부상 은폐 의혹
첫 선발 등판 후 퓨처스 리그로 내려가면서 삼성 구단에서는 그에 대해 신체검사를 했는데, 검진 결과 팔꿈치에 뼛조각이 있었다. 삼성 구단은 그를 팔꿈치 부상으로 퇴출하였는데 또다시 팔꿈치 부상을 당한 선수를 스카우트한 셈이 되었다. 팔꿈치 부상을 숨기고 입단 테스트와 등판을 수행한 것으로 보인다. 이러한 이유로 stc에서의 완벽한 재활과 고액연봉을 노린 일명 '계획된 먹튀' 의혹이 2년여가 지난 지금도 불거지고 있으며, 이 불똥은 삼성 스카우터들에게도 하염없이 날아가고 있다.

## 통산 기록 (1군)
KBO
| 년도 | 팀            | 평균자책점 | 경기 | 완투 | 완봉 | 승 | 패 | 세 | 홀 | 승률  | 타자 | 이닝  | 피안타 | 피홈런 | 볼넷 | 사구 | 탈삼진 | 실점 | 자책점 | WHIP | 피안타율 | 비고 |
| ---- | ------------- | ---------- | ---- | ---- | ---- | -- | -- | -- | -- | ----- | ---- | ----- | ------ | ------ | ---- | ---- | ------ | ---- | ------ | ---- | -------- | ---- |
| 2013 | 삼성 라이온즈 | 27.00      | 3    | 0    | 0    | 0  | 1  | 0  | 0  | 0.000 | 21   | 2 1/3 | 8      | 0      | 6    | 0    | 1      | 7    | 7      | 6.00 | 0.533    |      |
| 통산 | 1시즌         | 27.00      | 3    | 0    | 0    | 0  | 1  | 0  | 0  | 0.000 | 21   | 2 1/3 | 8      | 0      | 6    | 0    | 1      | 7    | 7      | 6.00 | 0.533    |      |

## 참조
1. ↑  삼성, A-로드 대체 선수 카리대와 계약 - osen
2. ↑  이웅희 (2012년 10월 22일). “삼성 카리대 한국시리즈 제외, 왜?”. 스포츠서울.[깨진 링크(과거 내용 찾기)]
3. ↑  손찬익 (2012년 11월 5일). “류중일 감독, 카리대 AS 불참 소식에 대노”. OSEN.
4. ↑  권기범 (2012년 11월 29일). “'먹튀'의 최고봉…삼성, 카리대 보류선수 명단 제외”. 스포츠월드. 2013년 12월 16일에 원본 문서에서 보존된 문서. 2013년 12월 13일에 확인함.
5. ↑  이선호 (2013년 8월 10일). “류중일 감독, "카리대 아프다니 돌아뿔겠네"”. OSEN.